# Isaac Claesz. van Swanenburg

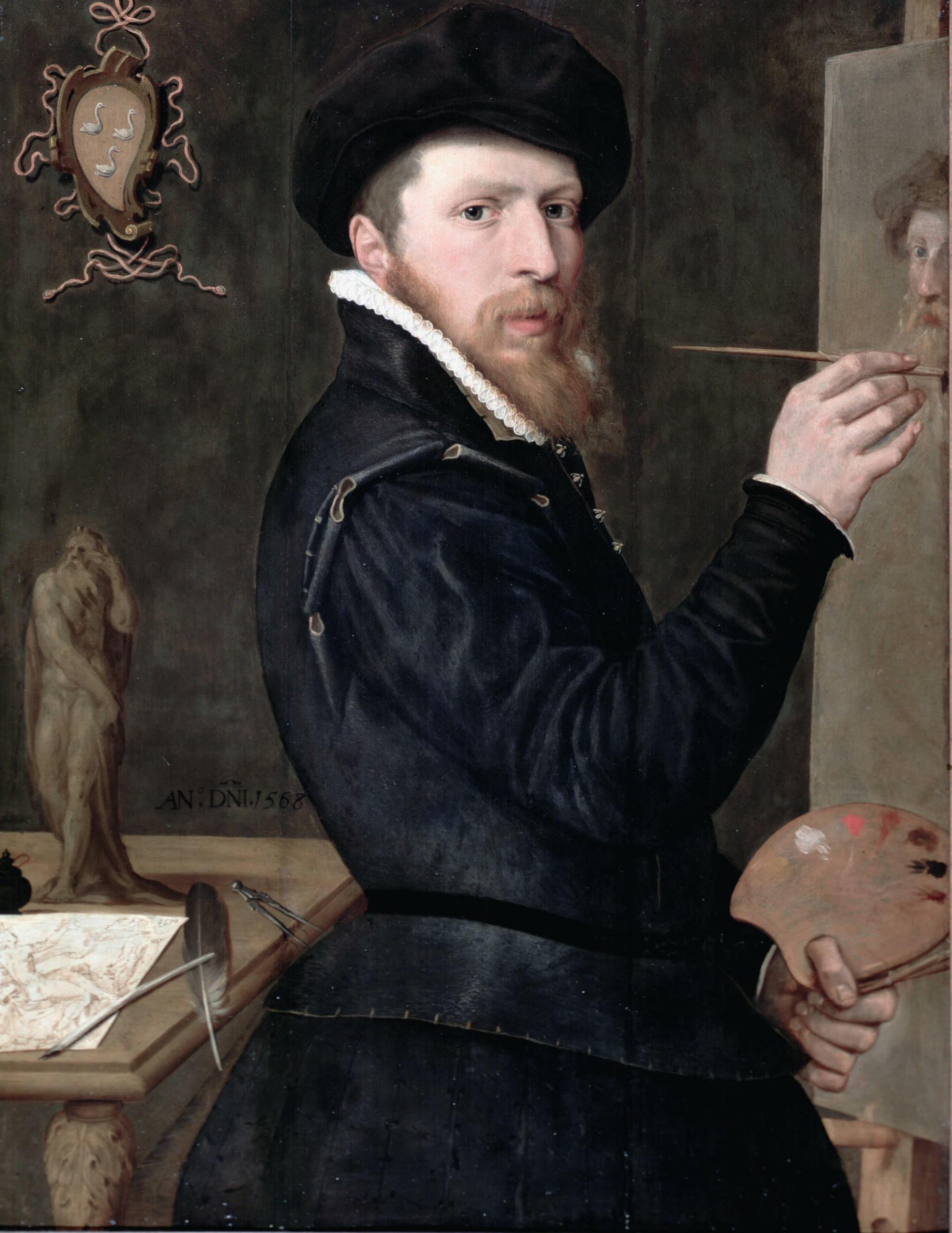
Autorretrato, 1568. Óleo sobre tabla, 95,1 x 71,7 cm, Leiden, Museum De Lakenhal.

Isaac Claesz. van Swanenburg (Leiden, 19 de agosto de 1537-1614) fue un pintor de los Países Bajos septentrionales y burgomaestre de Leiden entre 1596 y 1607.
Formado en el taller de Frans Floris en Amberes, en 1565 o poco antes estaba de vuelta en Leiden donde fijó su residencia definitivamente, con solo un breve paréntesis entre aproximadamente agosto de 1573 y enero de 1575, tiempo en el que residió en Hamburgo. Padre de otros tres artistas, formados con él —Jacob y Claes, también pintores, y Willem van Swanenburg, grabador— tuvo también en su taller como aprendices a Otto van Veen, con él posiblemente hasta octubre de 1572, y Jan van Goyen. Falleció en su misma ciudad natal, en la que había desempeñado cargos de gobierno municipal, y fue enterrado el 10 de marzo de 1614 en la Pieterskerk, su iglesia principal.
Pintor especializado en retratos individuales de los miembros de la élite urbana, el Museum De Lakenhal de Leiden conserva varias muestras de su trabajo, entre ellos el retrato de la esposa del pintor, Marytge Dedel, junto a una serie de lienzos dedicados al proceso de transformación de la lana con las especializaciones de la industria textil floreciente en la ciudad tras el levantamiento en octubre de 1574 del asedio al que había estado sometida por las tropas españolas. La serie, inicialmente formada por siete lienzos de los que se han conservado seis, dos de ellos de carácter alegórico, le fue encargada a Swanenburg en 1594 con destino a la Secreetkamer, la sala de reuniones de los gobernantes de la corporación, y el pintor trabajó en ella entre 1594 y 1612. También dibujó en 1603, por encargo de la ciudad de Delft, los cartones para dos de las vidrieras de la Sint-Janskerk, la iglesia reformada de Gouda, con el levantamiento del asedio de Samaria (2 Reyes, 6:24-27) y su pendant, el alivio de Leiden por la flota holandesa comandada por Guillermo de Orange.